# 兄弟姊妹 (台灣電視劇)
《兄弟姊妹》（英語：Love You to Death）是2004年台灣電視公司八點檔連續劇，共136集，製作單位是芝山岩工作室。第1至135集每集長度69分鐘，第136集長度32分鐘。

## 故事大綱
民国六十年代，颇具姿色的江美玲与丈夫林志成及兄江乐天组那卡西乐团于北投走唱，深受欢迎。美玲与志成育有三子两女：老大林文吉，学习电子琴；老二林文雄，学习萨克斯风；老三林文山，学习爵士鼓；老四林文美，学习口琴；老五林文丽，学习歌唱。
某夜，北投酒场，将官之子侯永权因贪恋美玲姿色，企图强暴未果，失手杀了志成。美玲奋起抵抗，刺杀了永权随扈阿龙，却让另一名随扈阿虎制伏，遭求处无期徒刑。美玲入狱前，托孤五子予乐天。然而，一场车祸让林家五个子女各自分散了二十多年。林文雄阴错阳差的与阿虎相识，在不知身世的情况下，投身在侯永权把持的黑道组织中，成为永权心腹，绰号「洪声仔」。
出狱后的美玲，巧遇社工王淑珍与其男友郭俊英；在两人的协助下，美玲先遇到了乐天，才知道二十年前的车祸不仅让五个儿女下落不明、也让乐天瞎了双眼。于是，美玲与乐天决定突破万难，寻回五个儿女。
侯永权在这二十年间势力扩及黑白两道。洪声仔是一个冷酷寡言，思绪深沉、缜密的杀手，专门替永权用黑道的方式解决一切商场纷扰。此外，洪声仔与永权之女侯优秀相爱，两人之间有着一份「爱」与「死」的约定。冷面的洪声仔每次出任务前，总会在优秀房中过夜，并在离去前送上一朵玫瑰。患有躁郁症的优秀每隔一个小时，就摘下一朵花瓣；而洪声仔总是能在花瓣摘完前，回到优秀身边，让优秀替他擦拭嗜血的枪。在这世上，洪声仔与优秀都感觉到，只有彼此才能贴近对方的心；因此，两人的默契，不用言语也能相通。
美玲在偶然的机会下，怀疑先进电视台新聞主播唐敏敏为失散多年的文美，不料敏敏执意不肯相认。美玲痛彻心扉，但她仍不放弃希望，终于在淑珍的帮忙下寻回文丽。文丽原是淑珍爱心协会中所托管的对象，因车祸脑部受创而患有健忘症，却因此有了预知危险的特殊能力。
敏敏因从事记者的工作而无意掌握了不利永权的证据，永权欲派洪声仔狙杀之；洪声仔一时心软，下不了手，任务失败。洪声仔返家，准备向永权请罪。永权知敏敏重利轻义、私心可用，遂延揽她到自己的旗下。敏敏与洪声仔的明争暗斗，从此开始......

## 演员表

### 林家
| 演员                | 角色           | 昵称/关系/职业 | 状况 |
| 李秉桦              | 林志成         | 志成 江美玲之夫 李文吉（林文吉）、洪声仔（林文雄）、郭俊英（林文山）、唐敏敏（林文美）、林文丽之父 侯优秀、游惠美之公公 侯登高之前岳父 林孝志之祖父 孙士豪、李真琴、曾乐天之友 于二十年前遭侯永权枪殺身亡 | 死亡 |
| 李秉桦              | 李文吉 林文吉  | 文吉 林志成、江美玲之長子 洪声仔（林文雄）、郭俊英（林文山）、唐敏敏（林文美）、林文丽之兄 林孝志之伯父 李万全之养子 李万政之养侄子 李正昌之养堂兄 文吉 - 于二十年前因发生车祸时当场死亡、后被郑国方医师救活而送给李万政姊姊抚养 - 由于看到敏敏报导的新闻唤醒幼年记忆而回国并且返回林家相认 | 正常 |
| 狄莺                | 江美玲         | 美玲 林志成之妻 李文吉（林文吉）、洪声仔（林文雄）、郭俊英（林文山）、唐敏敏（林文美）、林文丽之母 侯优秀、游惠美之婆婆 侯登高之前岳母 林孝志之祖母、孙士豪、李真琴、曾乐天之友 美玲 - 于二十年前因刺伤侯永权及杀害其保镖跟而被警方逮捕、后被其和郭明发设计判刑二十年 - 後來某次為了要救敏敏和自己不小心殺死侯永權的部下 - 曾为了替敏敏顶罪而入狱时罹患肝衰竭、因敏敏捐肝而痊愈并且敏敏也出面投案、后无罪释放 | 正常 |
| 秦杨 王欣逸（童年） | 洪聲仔(林文雄) | 文雄 侯优秀之夫 林孝志之父 林志成、江美玲之次子 李文吉（林文吉）之弟 郭俊英（林文山）、唐敏敏（林文美）、林文丽之兄 侯永权、左手仔之养子 侯登高、侯优秀之养兄 侯永权、胡心瑜之女婿 汪英雄同母异父之姐夫 胡佩文之姨甥女婿 永盛集团之前杀手-前协理→新大众开发公司之前员工→新大众开发公司之总经理→先进电视台之董事长 文雄 - 于二十年前因发生车祸而受重伤并且跟家人失散、后被左手仔抚养 - 在于左手仔被侯永权追杀时被侯永权的手下带走而被侯永权收养、后有一次被侯登高打伤导致失忆 - 后来左手仔告知本名加上在被英雄开枪打伤受伤昏迷却恢复记忆 - 深爱优秀，可以为了优秀答应任何事情，就算是「放弃可以报仇侯永权的机会」也毫不犹豫的就答应且做到 - 最终因海风专案破案后而为赎罪出面投案入狱服刑 | 服刑 |
| 赖暄妮              | 侯优秀         | 优秀 林文雄之妻、养妹 林孝志之母 侯永权、胡心瑜之女 侯登高之妹 汪英雄同母异父之姐 胡佩文之姨甥女 林志成、江美玲之二媳妇 郭俊英（林文山）、唐敏敏（林文美）、林文丽之二嫂 先进电视台之前总经理 優秀 - 在童年时目睹侯永权开枪打死胡心瑜导致罹患躁郁症、后经过郭明发用催眠治疗而痊愈 - 个性善良体贴、富有正义感，虽然身处在黑道中长大，但是唯一一个没有因此入黑道的人 - 深爱洪声，可以因为洪声不惜与爸爸切断关系，后在爸爸生病住院时慢慢修补和好 | 正常 |
| 林融皓              | 林孝志         | 孝志 林志成、江美玲之孙 侯永权、胡心瑜之外孙 林文雄、侯优秀之子 李文吉（林文吉）、郭俊英（林文山）、唐敏敏（林文美）、林文丽之侄子 侯登高、汪英雄之外甥 胡佩文之姨甥孙 | 正常 |
| 关德辉              | 郭俊英(林文山) | 文山、俊英 游惠美之夫 王淑珍之前男友 林志成、江美玲之三子 李文吉（林文吉）、洪声仔（林文雄）之弟 唐敏敏（林文美）、林文丽之兄 林孝志之叔叔 郭明发之养子 游福旺之女婿 士林地检署之检察官→爱心关怀协会之义工→正义基金会之创办人-前理事长→大马企业之董事长→士林地检署之检察官 文山 于二十年前因发生车祸而跟家人失散并且被郭明发收养、后无意中在相框中发现郭明发的信而得知自己的身世 | 正常 |
| 简沛恩              | 游惠美         | 惠美、Amy 林文山之妻 游福旺之女 林志成、江美玲之三媳妇 唐敏敏（林文美）、林文丽之三嫂、林孝志之婶婶 正义基金会之前义工-前总干事-前副理事长 惠美(AMY) 由于去高雄出差时误会俊英跟Sammy一气之下返回日本、后得知父亲出事而回国 | 正常 |
| 周幼婷              | 唐敏敏(林文美) | 文美、敏敏 侯登高之前妻 林志成、江美玲之長女 李文吉（林文吉）、洪声仔（林文雄）、郭俊英（林文山）之妹、林文丽之姐 林孝志之大姑妈 侯永权、胡心瑜之前媳妇 侯优秀之前大嫂 汪英雄同母异父之前大嫂 胡佩文之前姨甥媳妇 先进电视台之新闻主播→先进电视台之总经理→先进电视台之总经理特助→永盛集团之协理→永盛集团之总经理→先进电视台之新闻主播 文美 - 于二十年前因发生车祸而跟家人失散、后跟文丽被送往孤儿院而被美国一对夫妇收养 - 由于目睹侯登高已走偏并加上母亲顶罪又罹患肝衰竭而彻底悔悟、后为赎罪而捐肝给美玲也出面投案入狱 - 有一段时间被俊英借提出来调查海风专案、后假释出狱而返回先进电视台担任新闻主播                                                                                    | 正常 |
| 李淑桢              | 小雨(林文麗)   | 文丽、小雨 林志成、江美玲之次女 李文吉（林文吉）、洪声仔（林文雄）、郭俊英（林文山）、唐敏敏（林文美）之妹 林孝志之小姑妈 王淑珍之友 于二十年前因发生车祸而跟家人失散、后跟文美被送往孤儿院 文麗 - 由于拥有预知危险超能力而在一次下造成性命垂危、后在俊英安排前往美国治疗 - 后来痊愈而在美国结婚怀孕、后回国而跟家人团聚 | 正常 |
| 周明增              | 曾乐天         | 乐天 林志成、江美玲、孙士豪、李真琴之友 吟春阁之前经理 于二十年前因发生车祸导致失明、因淑珍过世而且捐赠以致复明 | 正常 |

### 侯家
| 演员   | 角色   | 昵称/关系/职业 |
| 马如风 | 侯永权 | 永权 胡心瑜之夫 侯登高、侯优秀之父 鍾英雄（汪英雄）之养父 唐敏敏（林文美）之前公公 洪聲仔（林文雄）之養父、岳父 林孝志之外祖父 胡佩文之姐夫 永盛集团之创办人、前董事长 由于在优秀劝告而悔改、后不愿面投案而在书房开枪自杀身亡                                             |
| 高丽红 | 胡心瑜 | 心瑜 侯永权之妻 汪正远之情妇 侯登高、侯优秀、汪英雄之母 唐敏敏（林文美）之前婆婆 洪聲仔（林文雄）之岳母 林孝志之外祖母 胡佩文之姐 于十七年前因要带优秀离开侯家而被侯永权开枪打伤、后被其关在地下室而要逃走时开枪自杀身亡导致优秀罹患躁郁症                                |
| 宋达民 | 侯登高 | 登高 唐敏敏（林文美）之前夫 萧安琪、何善美之前男友 侯永权、胡心瑜之子 侯优秀之兄 汪英雄同母异父之兄 林孝志之大舅 林志成、江美玲之前女婿 林文丽之前姐夫 先进电视台之董事长→永盛集团之董事长→游福旺之手下→永盛集团之总经理 由于敏敏劝告而彻底悔悟、后不愿投案而跳楼自杀身亡 |

### 李家
| 演员   | 角色          | 昵称/关系/职业 |
| 游耀光 | 李再生 李万全 | 再生、万全 李文吉（林文吉）之养父 李万政之兄 李正昌之伯父 帮助游福旺复健师 |
| 楊力   | 李万政        | 万政 Yuki之夫 李正昌之父 李万全之弟 先进电视台之前董事长 由于不愿拖累正昌而将先进电视台卖给永盛集团后跳楼自杀身亡 |
| 苏炳宪 | 李正昌        | 正昌 李万政、Yuki之子 李万全之侄子 李文吉（林文吉）之养堂弟 先进电视台之前总经理→山本组之成员→先进电视台之总经理→大马企业之前总经理→新大众餐厅之前服务生→游福旺之手下 正昌 - 由于父亲自杀后而去日本投靠汪正远、后回国而再度成为先进电视台总经理 - 由于误已汪正远想要杀害自己而背叛其投靠游福旺、后误已唐敏敏吞掉保险金而被其开枪打伤导致昏迷不醒 - 由于被汪正远派人杀害时苏醒而为逃避汪正远追杀、后返回日本搜集汪正远罪证而回国交给俊英 - 由于完成卧底任务而返回监狱服刑 |

### 汪家
| 演员   | 角色           | 昵称/关系/职业 |
| 杨怀民 | 汪正远         | 正远 胡心瑜之情夫 鍾英雄（汪英雄）之父 牛皮勇之手下→山本组之社长→先进电视台之董事长 正远 - 曾遭候永权下药而遭候永权跟侯登高囚禁虐待、后逃走 - 在阿不拉跟正昌开导下而醒悟、后要偷渡返回日本时被侯永权派人开枪打死 |
| 陈熙鋒 | 汪英雄(鍾英雄) | 英雄 汪正远、胡心瑜之子 侯永权之养子 侯登高、侯优秀同母异父之弟 林孝志之小舅 永盛集团之前副总经理→先进电视台之前总经理 由于在侯登高开枪打伤时期被优秀跟丽香照顾下而已醒悟、后在丽香劝告下而投案入狱服刑          |

### 孙家
| 演员   | 角色   | 昵称/关系/职业 |
| 鄭平君 | 孙士豪 | 士豪 李真琴之夫 孙丽香之父 林志成、江美玲、曾乐天之友 吟春阁之前老板 于十年前要出面检举侯永权跟汪正远而被俩人派杜棍开枪打死 |
|        | 牛皮勇 | 牛皮勇 李真琴之继夫 孙丽香之继父 游福旺之老大 山本组之前社长 于三年前遭汪正远篡位而被其杀害                                 |
| 刘美玲 | 李真琴 | 真琴 孙士豪之妻 牛皮勇之继妻 孙丽香之母 林志成、江美玲、曾乐天之友 吟春阁之前老板娘→大马企业之董事 后悔改而返回日本         |
| 陈柏谕 | 孙丽香 | 丽香 孙士豪、李真琴之女 牛皮勇之继女 吟春阁之老板娘→大马企业之董事 曾遭侯登高性侵                                           |

### 游家
| 演员   | 角色   | 昵称/关系/职业 |
| 林义芳 | 游福旺 | 阿不拉 游惠美之父、林文山之岳父 新大众电视台之前董事长→新大众开发公司之董事长 阿不拉 - 由于害唐敏敏半身不遂而被侯登高囚禁虐待甚至手掌被其打成残废、后逃走时而被李正昌抓走虐待 - 由于逃走时被丽香救起、后经过李再生复健而痊愈 - 由于被胡胜武派人开枪打伤而不治、后Amy跟文山的婚礼完成就过世 |
| 简沛恩 | 游惠美 | 惠美、Amy。詳見詳見林家 |
| 姜荣峰 | 罗来麻 | 罗来麻 游福旺之手下 后为救俊英而跌落山崖身亡 |

### 胡家
| 演员   | 角色   | 昵称/关系/职业                                                                                                 |
| 邱镇江 | 胡胜武 | 胜武 胡佩文之情夫 后在Gina劝告下而悔改并且投案入狱服刑                                                         |
| 马世莉 | 胡佩文 | Gina 胡胜武之情妇 胡心瑜之妹 侯登高、侯优秀、洪聲仔（林文雄）、鍾英雄（汪英雄）之阿姨 后跟胜武一同投案入狱服刑 |

### 杜家
| 演员   | 角色   | 昵称/关系/职业                                                   |
| 陳萬號 | 杜棍   | 杜棍 杜重甫之弟、永盛集团之前杀手 于遭洪声仔开枪打死             |
| 程學書 | 杜重甫 | 豆腐 杜棍之兄、永盛集团之小弟 由于陷害洪声仔而向警方投案入狱服刑 |

### 其他演員
| 演员   | 角色          | 昵称/关系/职业 |
| 侯湘婷 | 王淑珍        | 淑珍 林文山之前女友、林文丽之友 爱心关怀协会之总干事 淑珍 - 因遭侯登高的手下开枪打伤而送医急救、后在危险期不幸伤口感染到肺部而宣告不治 - 于逝世后将眼角膜捐给乐天 |
| 陈谊   | 何善美        | Sammy 侯登高之前女友 大马企业之前董事长秘书→正义基金会之前会计员→文教基金会之前理事长→大马企业之前董监事→先进电视台之前副总经理→永盛集团之前总经理特助 Sammy - 由于为了取得汪正远的信任而杀害调查局局长、后来汪正远失踪时投靠永盛 - 最终被侯登高发现为叛徒而赶出永盛、后在正昌开导下而醒悟 - 由于为救正昌而被侯登高的小弟开枪打死 |
| 吴帆   | 郭明发 林明辉 | 明发 郭俊英（林文山）之养父 谢正兴之友 士林地检署之前检察官→大马企业之前董事长→心理催眠师 明发 - 由于为搜集海风专案而诈死、后遭侯永权绑架 - 由于为救俊英而被侯登高开枪打死 |
| 张龙   | 邱宏霸        | 邱秘书 胡胜武之秘书 后被侯登高开枪打死 |

### 客串演员
| 演员   | 角色   | 昵称/关系/职业                                                   |
| 戴渝霈 | 假小雨 | 假小雨 侯登高約會女友，誤會是江美玲女兒                          |
| 吴淑敏 | 郑雅芬 | 雅芬 萧安琪-唐敏敏之前助理                                       |
| 钟品淇 | 萧安琪 | 安琪 侯登高之前女友、先进电视台之前新闻主播→先进电视台之财经主播 |
| 卢靓   | 汪小姐 | 唐敏敏采访对象                                                   |
| 万鸿贵 | 标仔   | 标仔 永盛集团之前小弟 后被洪声仔开枪打死                         |
| 康祺   | 铃木桑 | 山本组之成员、后背叛而被汪正远派人开枪打死                       |
| 张佑鸣 | 大野桑 | 山本组之成员、后背叛而被汪正远派人开枪打死                       |
| 张文进 | 谢正兴 | 检察长 郭明发之友、士林地检署之检察长                            |
| 魏文良 | 李警官 | 士林地检署之警员                                                 |

## 轶闻
- 劇中還加入了一些時事资讯，例如：侯永權不利的消息傳入曾樂天的耳中，曾樂天感到萬分的高興，就好像得到大樂透六億元一樣的高興。（當時台灣的大樂透一度開出最高獎金新台幣十二億元，造成極轟動的話題之一。）
- 而劇中的取景，有時候也在台視附近的一些工寮或人行地下道與公車站牌，例如郭俊英與洪聲仔的追逐，就是在台視附近舊有的人行地下道取景的，而阿不拉悽慘落魄的情景，就是在台視附近的工地取景的。

## 戲外活動
中天娛樂台也曾邀請主要演員參加該台綜藝節目《小氣大財神》，並進行例行性的遊戲「激爆骰子樂」與「吹牛大王」等。當天的「營養果汁吧」叫做「兄弟姊妹」，主要是採用地瓜葉（「地」與「弟」同音）與大陸妹（台灣俗稱A菜為「大陸妹」），與韭菜、蒜、洋蔥打成汁一起喝。

## 外部連結
- 台視《兄弟姊妹》官方網站（页面存档备份，存于）

| 台視 八點檔（星期一到五20:00）節目        | 台視 八點檔（星期一到五20:00）節目        | 台視 八點檔（星期一到五20:00）節目 |
| ----------------------------------------- | ----------------------------------------- | ---------------------------------- |
|                                           | 兄弟姊妹 （2004年4月26日-2004年11月1日）  |                                    |
| 再見阿郎 （2003年11月11日-2004年4月26日） | 台灣百合 （2004年11月1日-2004年12月24日） |                                    |

| 台視綜合台 五點檔 星期一至五17:00-18:00                                | 台視綜合台 五點檔 星期一至五17:00-18:00     | 台視綜合台 五點檔 星期一至五17:00-18:00 |
| ---------------------------------------------------------------------- | ------------------------------------------- | --------------------------------------- |
|                                                                        | 兄弟姊妹 （2015年11月16日 - 2016年8月23日） |                                         |
| 新龍門客棧 （2015年9月7日 - 2015年11月13日）                           | 再見阿郎 （2016年8月24日 - 2017年4月3日）   |                                         |
| 台視綜合台 六點檔 星期一至五 18:00-20:00（兩集連播，2月28日起）        |                                             |                                         |
| 牡丹花開 （2024年12月5日 - 2025年2月27日） 最後一集於2月27日 18:00播出 | 兄弟姊妹 (重播) （2025年2月27日 - ）        | —                                       |

| 越南 VTV9 每天 13:00 - 14:00             | 越南 VTV9 每天 13:00 - 14:00                   | 越南 VTV9 每天 13:00 - 14:00 |
| ---------------------------------------- | ---------------------------------------------- | ---------------------------- |
|                                          | 兄弟姊妹 （2014年7月18日－2015年2月5日）       |                              |
| 豪門本色 （2014年5月9日－2014年7月17日） | 天堂不相信眼淚 （2015年2月6日－2015年3月23日） |                              |